# بيني هيل
ألفريد هوثورن هيل (Alfred Hawthorne Hill)، المعروف باسمه المسرحي بيني هيل (Benny Hill) (ولد في 21 من يناير 1925م – وتُوفِيَ في 20 من أبريل 1992م)، هو ممثل هزلي «كوميديان» وممثل إنجليزي معروف ببرنامجه التليفزيوني الذي استمر لفترة طويلة ذا بيني هيل شو (The Benny Hill Show).

## المهنة
عمل هيل كمؤدٍ إذاعي في الفترة ما بين نهاية الحرب العالمية الثانية وبداية انتشار التلفاز مع الجمهور البريطاني. وكان أول ظهور له على شاشة التلفاز عام 1950م. وبالإضافة لذلك، شرع في تقديم سيت كوم في شكل مقتطفات أدبية (anthology)وهو بيني هيل، التي استمر من عام 1962م حتى عام 1963م، والتي قام فيها بأداء شخصيات مختلفة في كل حلقة. وفي عام 1964م، قدم دور نيك بوتوم (Nick Bottom) في إنتاج سينمائي تليفزيوني عال الأداء لمسرحية ويليام شكسبير (William Shakespeare) حلم ليلة صيف (A Midsummer Night's Dream).
وله أيضًا برنامج إذاعي قصير الأمد، بيني هيل تايم (Benny Hill Time) على راديو بي بي سي (BBC Radio) بمحطة لايت بروجرام (Light Programme) من عام 1964م حتى عام 1966م.

## وصلات خارجية
- Benny Hill - Daily Telegraph obituary
- Benny Hill page at the Museum of Broadcast Communications
- The Benny Hill Show page at the Museum of Broadcast Communications
- بيني هيل على موقع IMDb (الإنجليزية)
- بيني هيل على موقع روتن توميتوز (الإنجليزية)
- بيني هيل على موقع ألو سيني (الفرنسية)
- بيني هيل على موقع ميوزك برينز (الإنجليزية)
- بيني هيل على موقع تيرنر كلاسيك موفيز (الإنجليزية)
- بيني هيل على موقع أول موفي (الإنجليزية)
- بيني هيل على موقع قاعدة بيانات الأفلام السويدية (السويدية)
- بيني هيل على موقع إن إن دي بي (الإنجليزية)
- بيني هيل على موقع أول ميوزيك (الإنجليزية)
- بيني هيل على موقع ديسكوغز (الإنجليزية)
- The Eastleigh Photograph Archive Photos of the dairy and streets where Benny worked as a milkman, inspiring the song Ernie (The fastest milkman in the west)
- The Benny Hill Songbook Lyrics, guitar chords and transcripts
- Benny's Place featuring Louise English & Hill's Angels A tribute to Benny Hill and his beautiful ladies known as Hill's Angels
- Laughterlog.com Article with complete list of appearances on television, radio and record
- BBC Hampshire BBC article on Benny Hill's Hampshire connections